# 唧筒座η
唧筒座η，又名CD-35 6050，HD 86629、SAO 200926、HR 3947，是唧筒座的一颗恒星，视星等为5.23，位于銀經267.94，銀緯15，其B1900.0坐标为赤經9h 54m 34.8s，赤緯-35° 15′ 44″。